# Mieczysław Chudziński
Mieczysław Chudziński (ur. 4 grudnia 1895 w Czempiniu, zm. 28 stycznia 1963 w Branicach) – kapitan administracji Wojska Polskiego.

## Życiorys
Urodził się 4 grudnia 1895 roku w Czempiniu, w rodzinie Bartłomieja, krawca, i Marii z Wojciechowskich. 8 sierpnia 1914 roku został zmobilizowany do Armii Cesarstwa Niemieckiego. W jej szeregach walczył na frontach I wojny światowej. W 1918 roku, w czasie rewolucji listopadowej w Niemczech zdezerterował z armii, wrócił do rodzinnego miasta i wstąpił do Polskiej Organizacji Wojskowej Zaboru Pruskiego. Od 28 grudnia tego roku brał czynny udział w powstaniu wielkopolskim.
Od 7 czerwca 1919 roku do 30 grudnia 1920 roku dowodził 2. kompanią 3 pułku strzelców wielkopolskich, który od stycznia 1920 roku nosił nazwę 57 pułk piechoty wielkopolskiej. W międzyczasie, przez krótki czas dowodził także I batalionem tego pułku. 25 listopada 1920 roku został zatwierdzony z dniem 1 kwietnia 1920 roku w stopniu porucznika, w grupie oficerów byłej armii niemieckiej.
3 maja 1922 roku został zweryfikowany w stopniu porucznika ze starszeństwem z 1 czerwca 1919 roku i 9. lokatą w korpusie oficerów piechoty. W 1923 roku był przydzielony z 57 pp do Centralnej Wojskowej Szkoły Gimnastyki i Sportów w Poznaniu na stanowisko oficera ordynansowego. W następnym roku powrócił do macierzystego pułku w Poznaniu. 31 marca 1924 roku został mianowany kapitanem ze starszeństwem z 1 lipca 1923 roku i 6. lokatą w korpusie oficerów piechoty. W lutym 1926 roku został przydzielony z 57 pp do Powiatowej Komendy Uzupełnień Szamotuły na stanowisko kierownika I referatu administracji rezerw i zastępcy komendanta. We wrześniu tego roku został przydzielony do PKU Równe na takie samo stanowisko, lecz już w następnym miesiącu został przydzielony do PKU Ostrów Poznański na stanowisko kierownika I referatu administracji rezerw i zastępcy komendanta. We wrześniu 1930 roku został przydzielony do nowo utworzonej PKU Bydgoszcz Miasto na takie samo stanowisko. 1 września 1938 roku jednostka, w której pełnił służbę została przemianowana na Komendę Rejonu Uzupełnień Bydgoszcz Miasto, a zajmowane przez niego stanowisko służbowe otrzymało nazwę „kierownik I referatu ewidencji”.
W czasie kampanii wrześniowej dostał się do niemieckiej niewoli. Początkowo przebywał w Oflagu II B Arnswalde, a od 17 września 1940 roku w Oflagu II C Woldenberg.
W 1945 roku, po powrocie z niewoli, został zatrudniony w Rejonowej Komendzie Uzupełnień Szczecin, lecz w następnym roku został zwolniony i znalazł zatrudnienie w Spedycji Transportowej Hartwig, w charakterze pracownika umysłowego. W 1952 roku przeniósł się wraz z rodziną do Lanckorony. Od 1958 roku mieszkał w Branicach. Tam 28 stycznia 1963 roku zmarł. Został pochowany w rodzinnym Czempiniu.

## Ordery i odznaczenia
- Krzyż Srebrny Orderu Wojskowego Virtuti Militari nr 121 – 14 sierpnia 1920 roku[17][18]
- Krzyż Niepodległości – 20 lipca 1932 roku „za pracę w dziele odzyskania niepodległości”[19][20]
- Krzyż Walecznych[21]
- Srebrny Krzyż Zasługi – 1938[22]
- Medal Pamiątkowy za Wojnę 1918–1921 „Polska Swemu Obrońcy”[2]
- Medal Dziesięciolecia Odzyskanej Niepodległości[2]
- Brązowy Medal za Długoletnią Służbę[2]